# Carex interior
Carex interior är en halvgräsart som beskrevs av Liberty Hyde Bailey. Carex interior ingår i släktet starrar, och familjen halvgräs. Inga underarter finns listade i Catalogue of Life.

## Bildgalleri

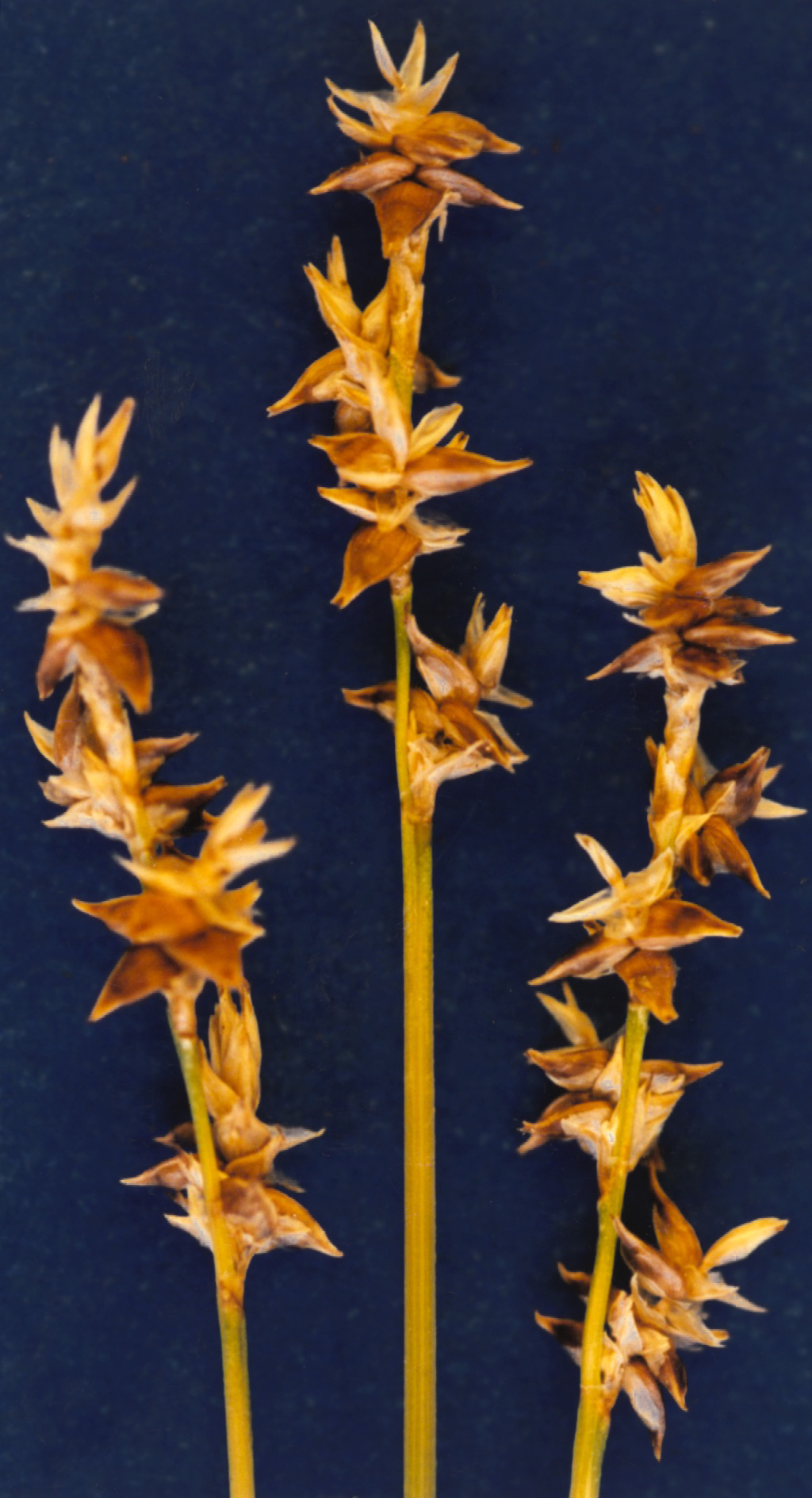
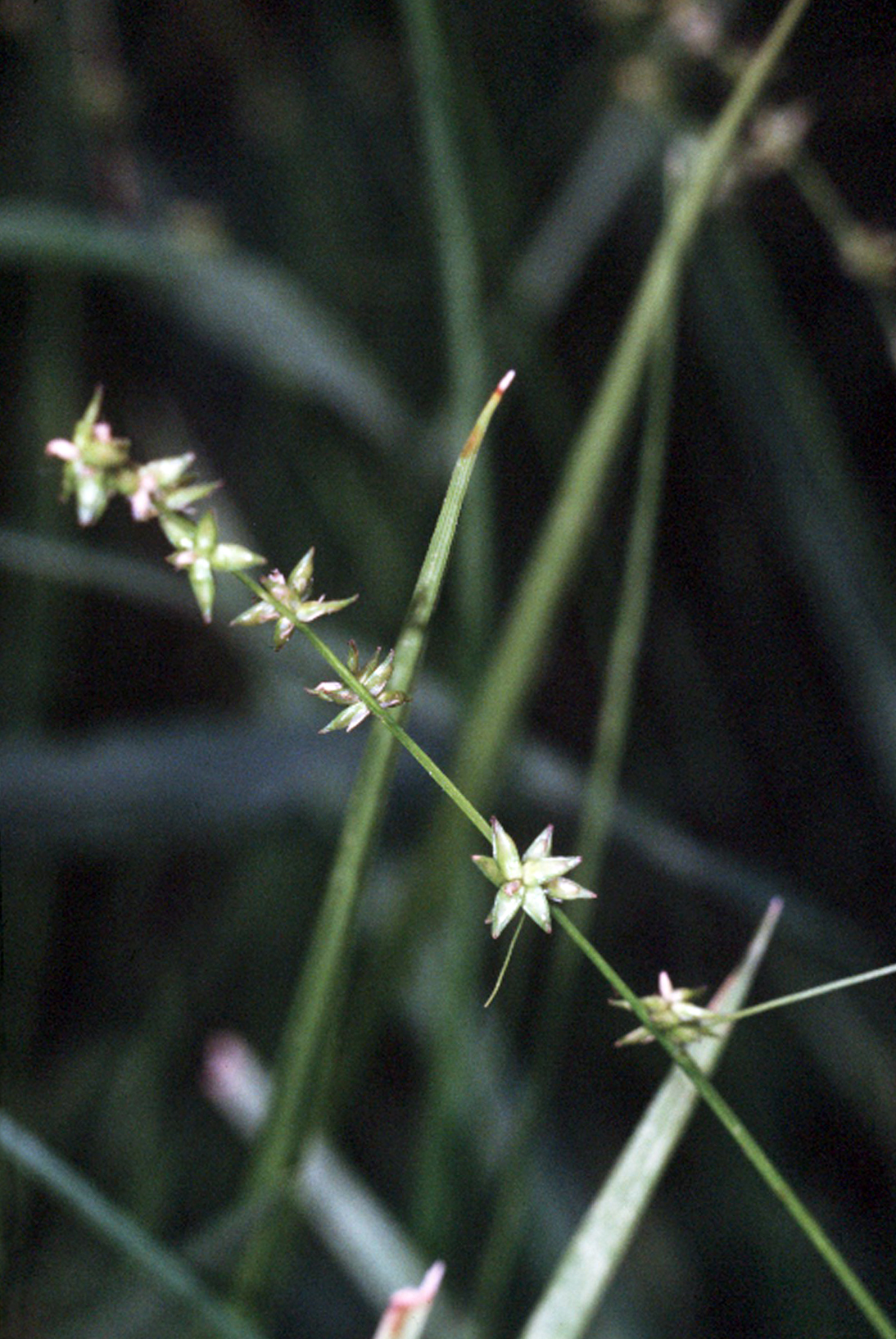